# スロベニア鉄道711形気動車
スロベニア鉄道711形気動車（スロベニアてつどう711がたきどうしゃ、スロベニア語: SŽ serija 711）は、スロベニアの国有鉄道であるスロベニア鉄道に在籍する気動車。ユーゴスラビア鉄道時代に都市間輸送を目的として導入された車両である。

## 概要
都市間列車の近代化を目的に、ユーゴスラビア社会主義連邦共和国時代の1968年にメッサーシュミット・ベルコウ・ブローム（MBB）へ2両編成10本の発注が行われ、1970年に導入が実施された気動車。西ドイツ国鉄向けに製造されたVT24形（→ドイツ鉄道624形）を基に設計が行われており、日本では「液体式」とも呼ばれる、フォイト製のトルクコンバータを使った動力伝達方式が採用されている。一方、ディーゼルエンジンについてはVT24形（MAN製）とは異なり、ダイムラー・ベンツ製のエンジンが採用されており、「メルセデス（Mersedes）」という愛称の由来となっている。座席は進行方向へ向けて回転可能な転換式クロスシートが用いられている他、車内にはビュッフェや荷物室も存在する。

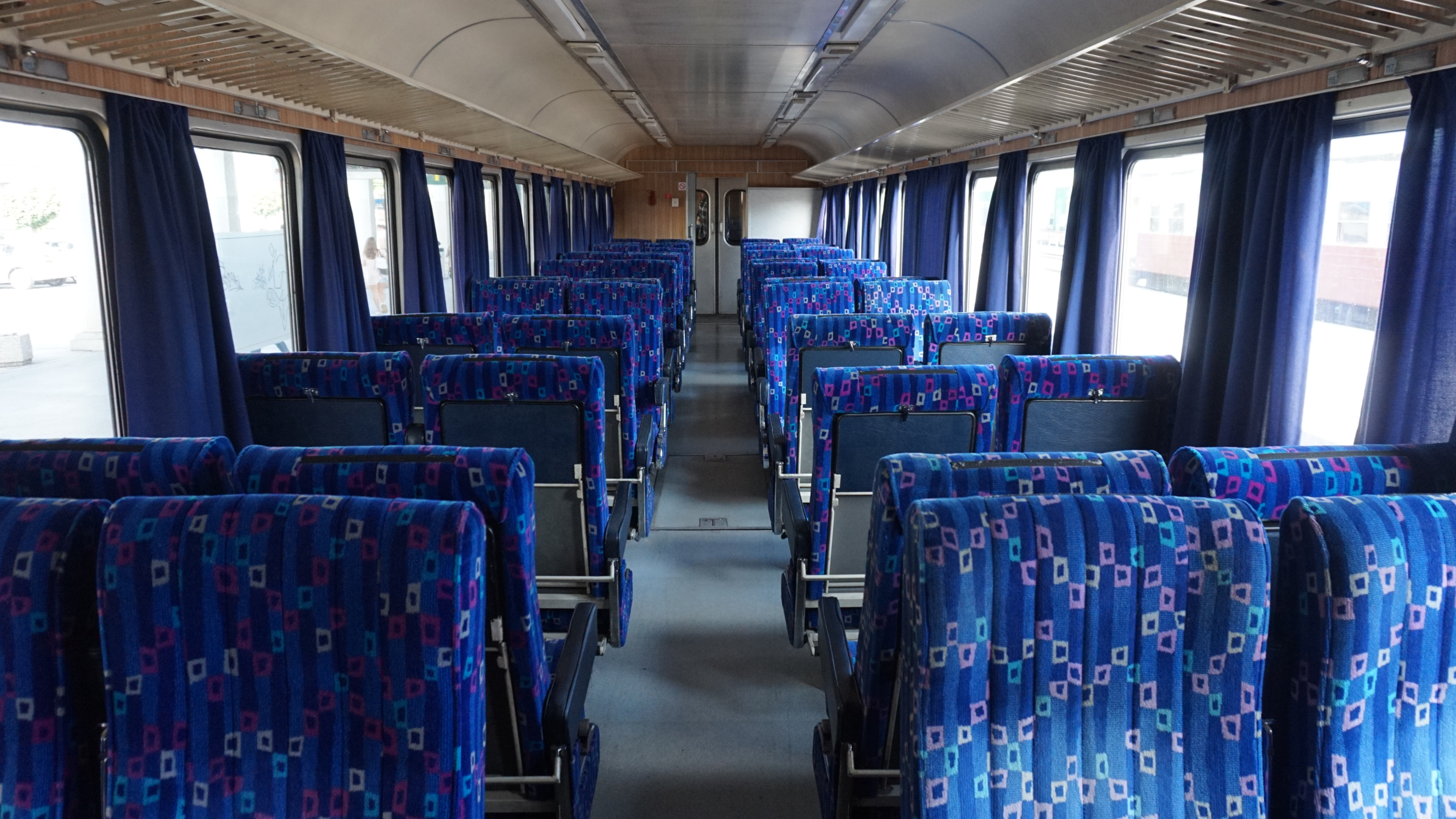
車内

運行開始後はリュブリャナを中心にユーゴスラビア各地の都市を結ぶ列車に投入され、最高速度120 km/hの性能を活かして所要時間の大幅な短縮を実現させた。その後、1979年から1980年にかけて、全車ともMBBの工場で大規模な更新工事が実施され、エンジンが従来の船舶用（MB 846 Bb）からより強力な8気筒エンジン（OM 404）に交換された他、空調装置の設置、ビジネス会議用の会議室の配置といった改造を受け、塗装も登場時の茶色から緑色を基調としたものに変更され、「ゼレンク（Zelenc）」「緑の列車（Zeleni vlak）」の愛称の由来となった。

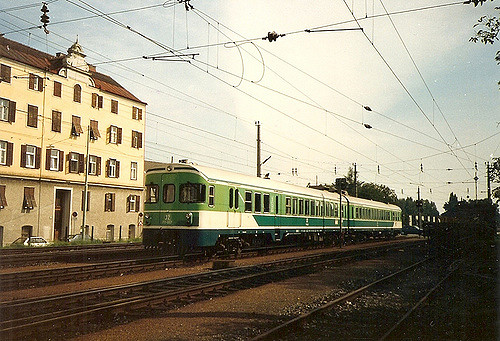
オーストリアへ乗り入れた711形（1989年撮影）

以降もユーゴスラビア各地の都市を結ぶ列車に用いられ、ビジネス客向けのサービスも実施された。また、ユーゴスラビア解体後のスロベニア鉄道の成立後は一部編成が高速列車「ペンドリーノ（310/316形電車）」の故障時の予備も兼ねて青色を基調とした塗装に変更された。だが、一方で老朽化に伴う廃車が進行している事もあり、2021年時点で残存するのは6両（2両編成3本）となっている他、運用も地方路線が主体となっている。

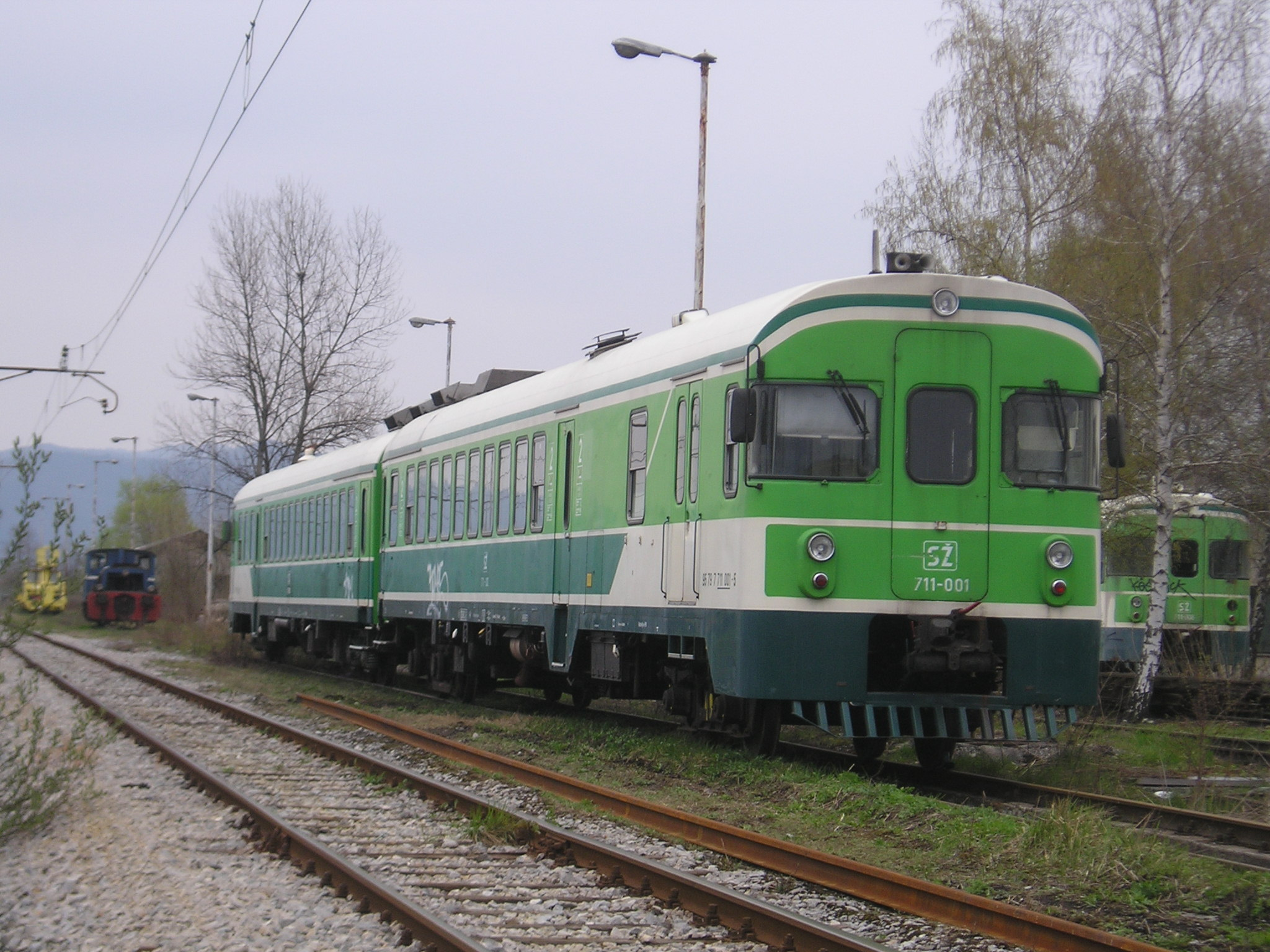
緑色の塗装が施されている編成（2010年撮影）
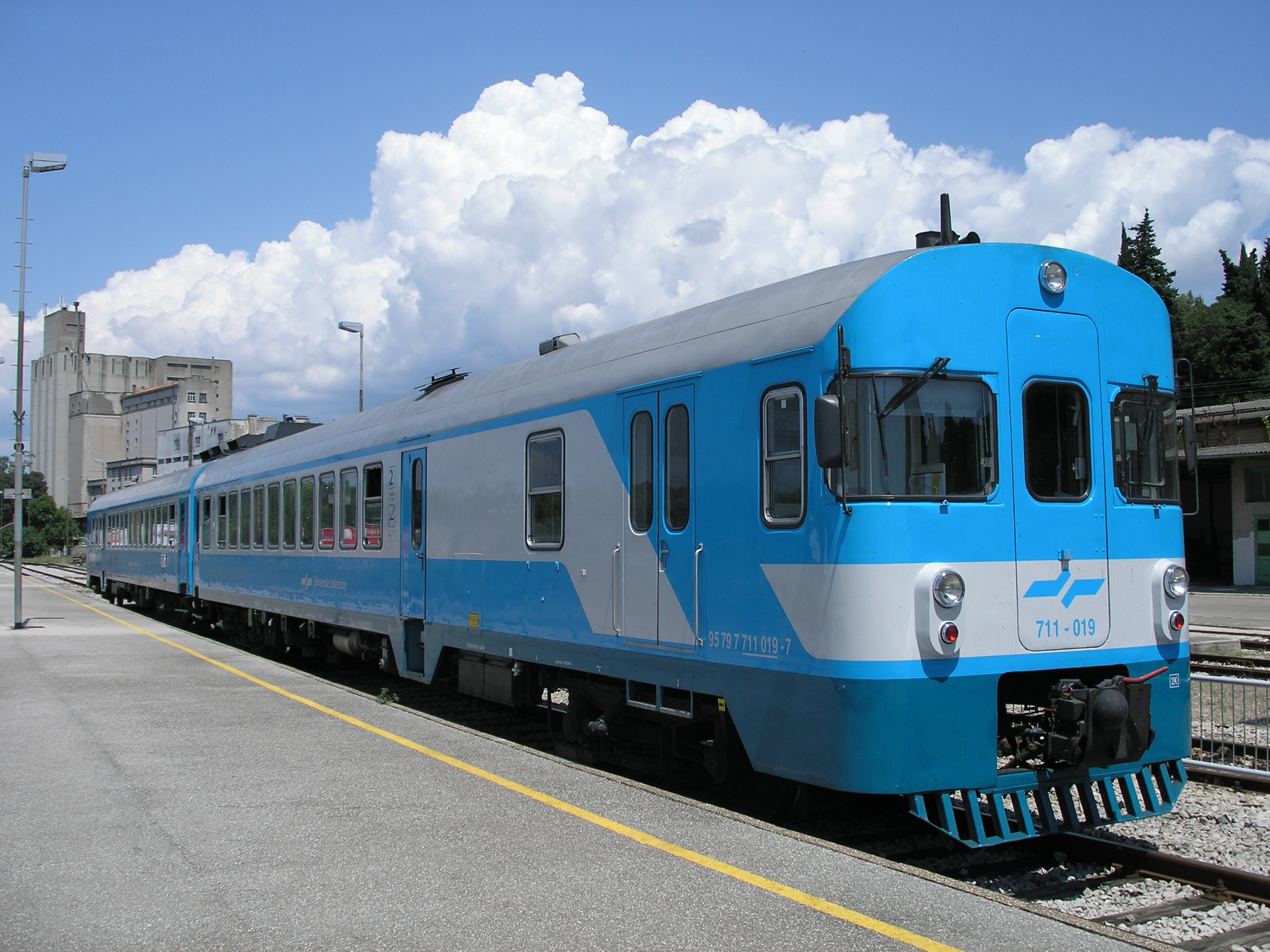
青色への塗装変更が実施された編成（2007年撮影）

## 参考資料
- Klemen Ponikvar (August 2021). Zgodovinski Pregled Tirnih Vlečnih Vozil na Slovenskih v Obdobju 1945-2021 (PDF) (Report). samozaložba Klemen Ponikvar. ISBN 978-961-07-0661-8. 2024年10月6日閲覧。
- Direkcija Republike Slovenije za infrastrukturo (September 2021). Uporabna dolžina peronov glede na dolžine potniških vlakov Zaključno poročilo (PDF) (Report). 2024年10月6日閲覧。